# Васильев, Юрий Сергеевич (гидротехник)
Ю́рий Серге́евич Васи́льев (10 апреля 1929, Иркутск, РСФСР, СССР — 29 декабря 2023, Санкт-Петербург, Россия) — советский и российский учёный-гидротехник, академик РАН (2000). Ректор (1983—2003), президент (2003—2015)  и научный руководитель (с 2015 года) Санкт-Петербургского государственного политехнического университета. Заслуженный деятель науки и техники Российской Федерации (1995).

## Биография
- В 1946 году поступил в Ленинградский политехнический институт имени М. И. Калинина (ЛПИ).
- В 1951 году окончил гидротехнический факультет по специальности «Гидротехническое строительство».
- В период с 1951 по 1999 годы работал на кафедре «Использование водной энергии» (с 1986 года — «Возобновляющиеся источники энергии и гидроэнергетика») гидротехнического факультета ЛПИ:

с 1951 года по 1963 год — ассистент;
с 1963 года по 1973 год — доцент;
с 1975 года — профессор;
с 1976 года по 1999 год — заведующий кафедрой.
- С 1978 года по 1983 год — секретарь парткома института.
- С 23 мая 1983 года по 16 ноября 1995 года — ректор ЛПИ (Санкт-Петербургского государственного технического университета).
- С 17 ноября 1995 года по 30 сентября 2003 года — президент (с правами ректора) Санкт-Петербургского государственного технического университета (Санкт-Петербургского государственного политехнического университета). Васильеву принадлежит рекорд по длительности руководства СПбГПУ в качестве ректора — 20 лет.
- С 30 сентября 2003 года по 2015 год — президент Санкт-Петербургского государственного политехнического университета.
- С 2015 года — научный руководитель Санкт-Петербургского политехнического университета Петра Великого.

## Общественная деятельность
- член Президиума Санкт-Петербургского научного центра РАН
- член бюро Отделения энергетики, машиностроения, механики и процессов управления РАН
- член Комитета по присуждению Государственных премий в области науки и техники при Президенте Российской Федерации
- член Научно-технического совета при губернаторе Санкт-Петербурга
- президент российского НТО энергетиков и электротехников
- член совета старейшин Российской инженерной академии

## Научная деятельность
Ю. С. Васильев является соавтором ряда научных статей.

## Награды, премии и почётные звания
- Почётный доктор Всемирного технологического университета (1999)
- Премия Президента Российской Федерации в области образования[3] (2000)
- Премия Правительства Российской Федерации в области образования 2013 года (12 ноября 2013) — за цикл работ "Научные и прикладные разработки в области высокоэкологичных систем электрофизического аппаратостроения, мощной импульсной энергетики и управляемого термоядерного синтеза для подготовки специалистов в области энергетики"
- Премия имени Г. М. Кржижановского (2000) — за работу «Физическое и математическое моделирование оборудования и элементов электростанций, включая экологические аспекты»[4]
- Премия имени А.Н. Крылова Правительства Санкт-Петербурга (2005) — за цикл работ в области гидроэнергетики
- Заслуженный работник «ЕЭС России»
- Почётный инженер Санкт-Петербурга
- Почётный диплом ассоциации «Глобальная энергия» (2022) — за выдающийся вклад в развитие энергетики[5]

Награждён орденами «Знак Почёта» (1978), Трудового Красного Знамени (1986), «За заслуги перед Отечеством» IV степени (1999), а также церковным Орденом Даниила Московского третьей и второй степени (орден впервые вручен светскому лицу).